# Stenoma decora
Stenoma decora es una especie de polilla del género Stenoma, orden Lepidoptera.
Fue descrita científicamente por Zeller en 1854.

## Distribución
Se distribuye por Brasil.